# Backing Vocal

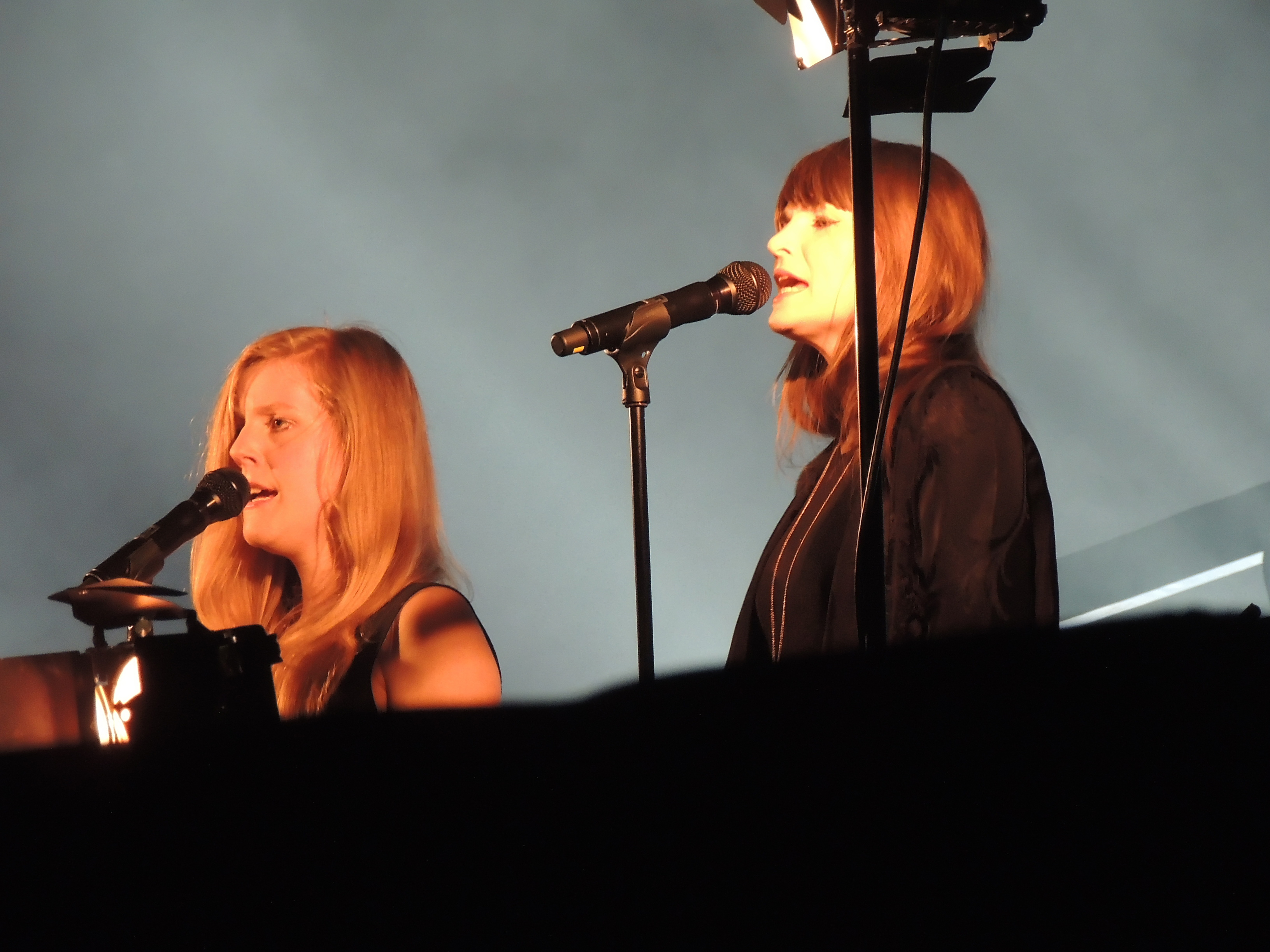
Jennie Abrahamson und Linnea Olsson als Backingsängerinnen für Peter Gabriel, 2014

Als Backing Vocal (englisch für Begleitgesang), auch Background Vocal (Hintergrundgesang), bezeichnet man eine oder mehrere Nebenstimmen, die in der Rock- und Popmusik die Lead Vocal (Hauptstimme) unterstützen.
Diese Nebenstimmen werden von einem Backingsänger (engl. Backing Vocalist, Background Vocalist oder Backup Singer) gesungen. Während der Leadsänger die Hauptstimme eines Stückes singt, wird er von einem Backingsänger unterstützt. Oft wird dieser von weiteren Begleitstimmen ergänzt, bis hin zu einem vollständigen Chor. Bei Plattenaufnahmen kann der Leadsänger durch die Technik des Stimm-Overdubbing auch selbst die Rolle der Backingsänger übernehmen.
Funktion von Begleitstimmen:
- Bestimmte Stellen des Stückes sollen hervorgehoben werden, wie zum Beispiel der Refrain.
- Der Leadstimme soll mehr Fülle und Durchsetzungskraft gegenüber den Instrumenten verliehen werden.

Musikalische Möglichkeiten:
- Der Backingsänger verstärkt an bestimmten Stellen (oft beim Refrain) die Hauptmelodie, indem er sie in gleicher Stimmlage (unisono) oder eine Oktave höher oder tiefer mitsingt.
- Die Hauptstimme wird durch die Begleitstimmen harmonisiert.
- Die Hauptstimme wird durch Riff-artige Einwürfe ergänzt. (Beispiel: Midnight Train to Georgia von Gladys Knight & the Pips)
- Die Nebenstimme tritt in Dialog zur Hauptstimme. (Beispiel: Somebody to Love von Queen)

Es gibt folgende Möglichkeiten der Unterscheidung zwischen Lead- und Backingstimmen:
1. physiologisch: durch Stimmfarbe, Stimmcharakter und Artikulation
2. kompositorisch: als Dopplung, Satzgesang und Ähnliches
3. klangtechnisch: durch Tiefenstaffelung auf Lautstärke-, Frequenz-, Stereo- und Effekte-Ebene

In der Regel sind die Backingsänger leiser als der Leadsänger, um diesen nicht zu übertönen. Treten auf der Bühne eigene Backingsänger auf, stehen diese meist im Hintergrund der Bühne. In vielen Bands übernehmen die Bandmitglieder den Backupgesang, während sie ihre eigenen Instrumente spielen.
Beispiel:
- In der Band Queen war Freddie Mercury der Leadsänger; die Backing-Stimmen übernahmen live Brian May (Gitarre) und Roger Taylor (Schlagzeug), im Studio meist Mercury. Beispiele für den intensiven Einsatz von Backing-Stimmen per Overdubbing finden sich im Intro und dem Opernteil von Bohemian Rhapsody.[1]

Der 2014 mit einem Oscar prämierte Dokumentarfilm 20 Feet from Stardom des Regisseurs Morgan Neville setzt sich mit der Arbeit von Backingsänger großer Stars der Rock- und Popmusik auseinander.